# Helge Bojsen-Møller
Helge Bojsen-Møller (født 19. april 1874 i Sejling, død 4. september 1946 i Gentofte) var en dansk arkitekt, der bl.a. arbejdede for staten, private jernbaner, elektricitetsselskaber og ikke mindst i Grønland.

## Familie
Helge Bojsen-Møller var søn af sognepræst (sidst i Marvede-Hyllinge Sogne) Frederik Otto Ditlev Møller og kvindesagsforkæmperen Jutta Kunigunde Bojsen. Han blev gift 15. maj 1903 i Søllerød med Ella Jacobsen (født 21. oktober 1880 på Frederiksberg, død 13. november 1942 i København), datter af kunstforlægger Alfred Jacobsen og Agnes Andkjær. Møller tog navneforandring til Bojsen-Møller i 1937. Han er begravet på Hellerup Kirkegård.

## Uddannelse og rejser
Møller blev udlært som tømrer. Sophus Vermehren dimitterede ham til Kunstakademiet, hvor han blev optaget i maj 1894 og tog afgangseksamen i april 1903. Han var medhjælper hos Ludvig Fenger, Martin Borch og Axel Berg. Han vandt Neuhausens præmie i 1905 (for et frøkenkloster) og modtog K.A. Larssens legat i 1901, Theophilus Hansens legat ca. 1905 og Kaufmanns legat i 1908. For disse midler rejste han i 1901 til Italien og Tyskland, senere til Østrig, Italien og Frankrig, i 1912 og 1928 til Grønland og i 1931 til Paris.

## Karriere
Møller drev selvstændig tegnestue fra 1904. Han var lærer ved Kunstakademiets Arkitektskole 1910-18 og direktør (bygningskyndig) i Kjøbenhavns Brandforsikring fra 1925. Han er kendt for sine offentlige værker for NESA og NVE samt hospitaler, jernbanestationer (bl.a. Langelandsbanen), kaserner og andre offentlige byggerier.

### Grønland
Hans produktion kom i særlig grad til at præge Grønland. I 1908 tegnede han kirken i Frederikshåb. Derefter fik han til opgave at projektere næsten samtlige offentlige bygninger i Grønland: kirker, skoler, sygehuse og boliger. I alt blev det til ca. 200 værker i perioden 1910-40 og i 1946, hvor han inden sin død lagde streg til Grønlands største sammenhængende børneskole i Qullissat og Landskassens bådebyggeri i Egedesminde.

## Udstillinger
Han udstillede på Charlottenborg Forårsudstilling 1904-05, 1908-11, 1913-14, 1940, Landsudstillingen i Aarhus 1909 og i Berlin 1910-11.

## Værker (ekskl. Grønland)
- Elektricitetsværkerne i Skovshoved (1907, nedrevet) og Kalundborg (1920, nedrevet)
- Tuberkulosehospitalet i Holstebro (1907)
- Villa, Helsingørsvej 8, Fredensborg (1908)
- Amtssygehuset i Ringkøbing (1908) og i Herning (1908-09)
- Kirkeligt Samfunds Forsamlingsbygning i Hjørring (1908)
- Langelandsbanens 13 stationsbygninger (alle færdigbygget 1911)
- Kasernen Avedørelejren (1911-13)
- Højerup Kirke (1912-13)
- Vest- og Sønderjysk Kreditforenings administrationsbygning i Ringkøbing (1913)
- Porten til Kongens Have på hjørnet af Øster Voldgade og Sølvgade (Georg Brandes Plads), København (1913)
- Amtssygehuset i Lemvig (1913)
- Port i Store Heddinge Kirke (1914)
- Villa (egen), Vangehusvej 17, København Ø (1914)
- Sparekassen i Viborg (1914-15)
- Ny Holte højere Almenskole (1915)
- Ombygning af ligkapel i Lemvig (1915, oprindeligt bygget 1880 af Tage Olivarius)[1]
- Knud Rasmussens Hus, Hundested (1916)
- Ting- og Arresthuset i Ringkøbing (1918)
- Dommerkontoret i Lemvig (1919)
- Elværk for NVE, Kalundborg (1920, nedrevet)
- Børnehjem i Maribo (1921)
- Københavns Amtssygehus i Gentofte (1922-27, sammen med Emil Jørgensen)
- Transformerbygning på Lyngbyvej for NESA (1925, nedrevet)
- Danmarks Hus på Koloniudstillingen i Paris 1931
- Kvinderegensen, Amager Boulevard, København (1932)
- NESAs tidligere hovedbygning på Strandvejen 102, Hellerup (1934, portal til gennemkørsel af sporvogne senere muret til)
- NVEs administrationsbygning, Svinninge (1937)
- Kiosk- og toiletbygning for NESA, nu Café Jorden Rundt, Strandvejen 152, Charlottenlund (1939, ombygget 1991)
- Første afsnit (1940) af Isefjordsværket ved Kyndby Strand for NESA (navneskift til Kyndbyværket 1942)
- Enkelte bygninger på Lemvigbanen

### Restaureringer
- Hesselagergårds hovedbygning (1904)
- Søndre Sogns Kirke (nu Sortebrødre Kirke) i Viborg (1917-18)

### Galleri
- Knud Rasmussens hus
- Højerup Kirke
- Spodsbjerg Station
- Nordenbro Station på Langeland
- Tryggelev Station, typisk for Langeland
- Gentofte Hospital
- Avedørelejrens kommandantbygning